# Arnaut del Puey
Arnaut del Puey (fl. XIV secolo) è stato notaio e trovatore occitano attivo ad Arles tra il 1380 e il 1400.
Si presume possa essere l'autore di un trattato di agrimensura (attribuito al medico catalano Arnaud de Villanova e dettato dallo stesso re Roberto d'Angiò il Saggio (1309-1343) del quale si conoscono due manoscritti, uno a Carpentras e l'altro a Aix. Si tratta di una traduzione in prosa, preceduta da una lunga introduzione in versi.